# Trikiti
La trikiti (dans certains dialectes basques, trikitixa) est le nom donné à l'accordéon diatonique au Pays basque. Sans doute introduit au XIXe siècle dans cette région par des immigrés italiens ou français originaires des Alpes, sa première mention remonte à 1889 selon Juan Carlos Guerra.
Ce nom est utilisé principalement au Pays basque, ou dans des lieux où est présente la culture basque et on utilise habituellement ce terme pour désigner une danse ou un style de musique traditionnelle basque qui utilise ce type d'accordéon. On donne même ce nom (trikiti) à la paire que forment le pandero et l'accordéon diatonique. Ce nom vient de l'onomatopée du son du pandero : trikiti trikiti trikiti.
La trikiti et le pandero sont très liés, à tel point qu'il est très difficile de voir quelqu'un jouer de cet instrument seul, non accompagné de quelqu'un qui joue et donne le rythme avec un pandero.
Au Pays basque, au XIXe siècle, cet instrument pour interpréter de la musique populaire s'est fait sa place puisque, en plus d'avoir un son très complet, il est très petit et facile à transporter, ce qui permet d'en jouer en tout lieu. Il est très commun de voir des interprètes jouer de cet instrument debout ou en marchant lorsqu'ils jouent dans une romería.
La personne qui joue la trikiti s'appelle trikitilari.

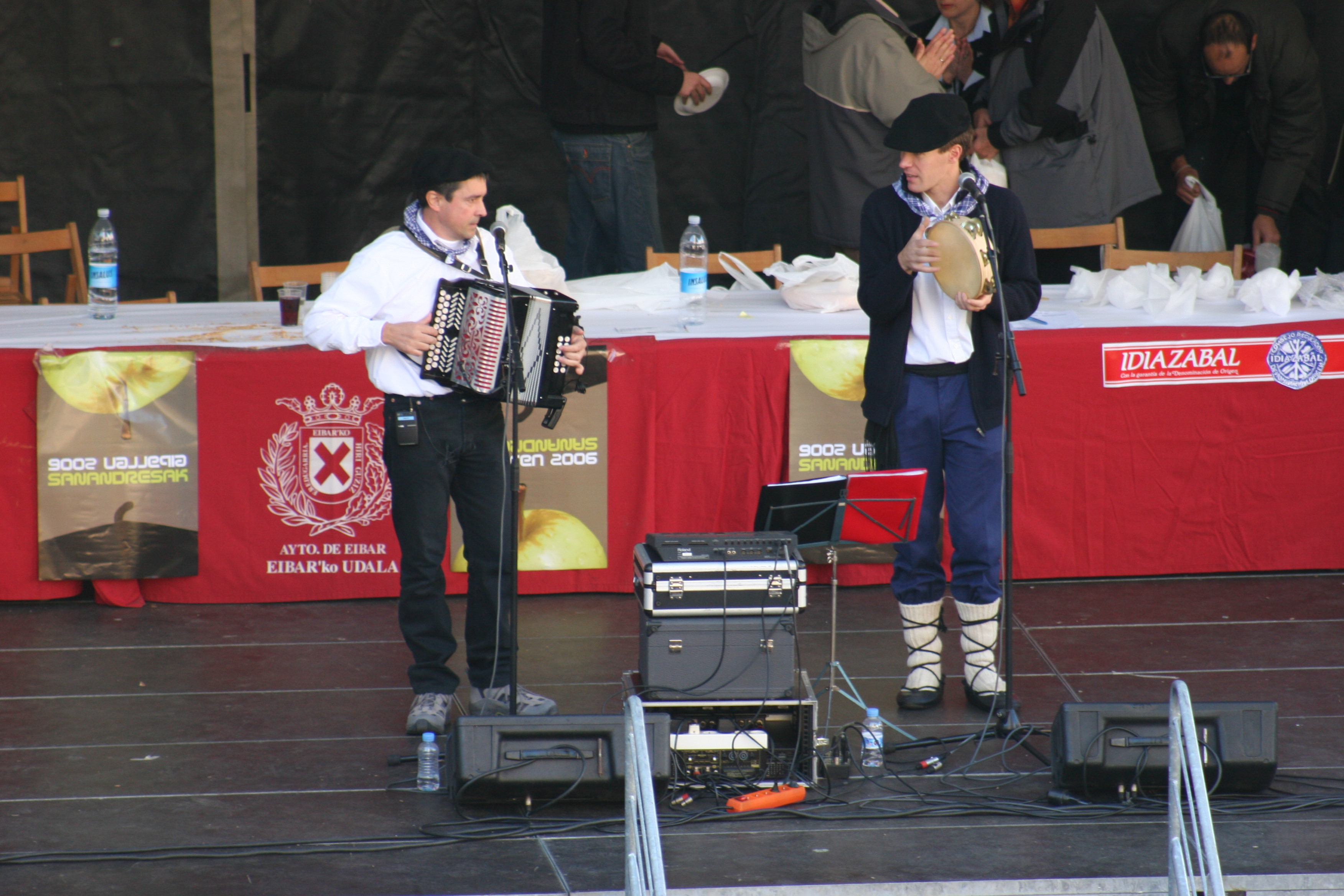
Trikitilaria.

## Interprètes célèbres

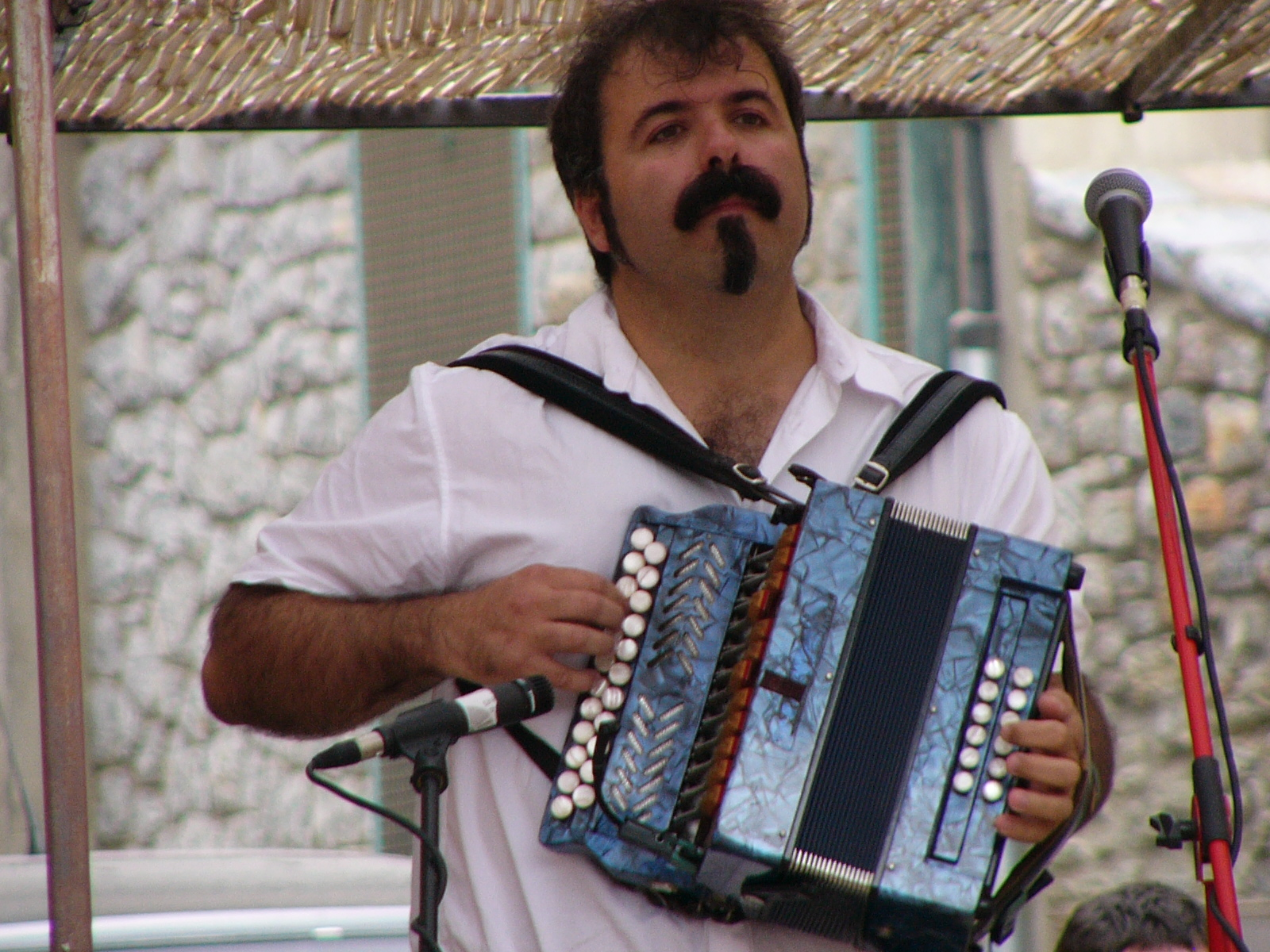
Joseba Tapia.

- Xabi Aburruzaga
- Kepa Junkera
- Xabi Solano
- Joseba Tapia